# Armengol II d'Urgell
Pour les articles homonymes, voir Armengol.
Armengol II (ou Ermengol II) (1009 † 1038), dit le Pèlerin, fut comte d'Urgell de 1010 à 1038. Il était fils d'Armengol Ier, comte d'Urgell, et de Gariberge, que les Europäische Stammtafeln identifient à une noble de la famille des comtes de Provence nommée Tietberge,.

## Biographie
Il était encore enfant lors du décès de son père et commença son règne sous la tutelle de son oncle Raymond Borrell, comte de Barcelone, jusqu'en 1018.
Avec l'aide de son oncle, Armengol commence une guerre de reconquête vers le sud avec succès, reprenant les places de Montmagastre, Alòs, Malagastre, Rubió, et Artesa. Vers 1015, Saint Ermengol, évêque d'Urgell décide de repeupler la région de Guissona. En 1034, Arnau Mir de Tost reprend le château d'Àger. Les émirs des taïfas de Saragosse et de Lérida cèdent également des territoires, au comté et au diocèse d'Urgell.
Armengol II partit en pèlerinage pour la Terre sainte et mourut en 1038 à Jérusalem.

## Mariage et enfants
Il épouse d'abord vers 1026 une Arsende, dont on ne sait rien de plus.
Veuf, il se remarie en secondes noces vers 1030 avec une Constance († après 1063), qui donne naissance à : 
- Armengol III (1031/33 † 1065), comte d'Urgell.

### Source
- (en) Cet article est partiellement ou en totalité issu de l’article de Wikipédia en anglais intitulé « Ermengol II, Count of Urgell » (voir la liste des auteurs).